# Ruby Stokes
Ruby May Stokes (* 4. September 2000 in London) ist eine britische Filmschauspielerin.

## Leben
Ruby Stokes besuchte die BRIT School und den Londoner Jugendzirkus. Sie war in einigen TV-Produktionen als Kinderdarstellerin zu sehen. In dem Drama Una von 2016 hatte sie ihre erste größere Rolle als jugendliche „Una“. Ab 2020 wurde sie als „Francesca Bridgerton“ mit der Historienserie Bridgerton bekannt. 2021 spielte sie „Isabelle“ im Horrorfilm A Banquet. Für die Zeichentrick-Biografie Wo ist Anne Frank (2021) lieh sie der Figur „Kitty“ ihre Stimme. Nach zwei Staffeln verließ sie Bridgerton, in der ihre Rolle durch Hannah Dodd ersetzt wird, für eine Hauptrolle in der Serienverfilmung der Buchreihe Lockwood & Co.

## Filmografie (Auswahl)
- 2010: Just William (Fernsehserie, Folge 1x02)
- 2011: Not Going Out (Fernsehserie, Folge 4x02)
- 2014: Da Vinci’s Demons (Fernsehserie, 2 Folgen)
- 2016: Una und Ray (Una)
- 2019: Rocks
- 2020–2022: Bridgerton (Fernsehserie, 5 Folgen)
- 2021: A Banquet
- 2021: Wo ist Anne Frank (Where Is Anne Frank, Stimme)
- 2023: Lockwood & Co. (Fernsehserie, 8 Folgen)
- 2023: Black Dog
- 2023: The Burning Girls (Miniserie, 6 Folgen)
- 2024: The Jetty (Miniserie, 4 Folgen)
- 2024: Till the Stars Come Down